# French Open 1997 (Badminton)
Die French Open 1997 im Badminton fanden vom 19. bis zum 23. März 1997 in Paris statt. Das Preisgeld betrug 10.000 US-Dollar. Auf der IBF-Turnierskala erreichte es die Wertung A.

## Sieger und Platzierte
| Disziplin    | Gold                          | Silber                             | Bronze                                |
| ------------ | ----------------------------- | ---------------------------------- | ------------------------------------- |
| Herreneinzel | Chris Bruil                   | Daniel Eriksson                    | Rony Agustinus                        |
| Herreneinzel | Chris Bruil                   | Daniel Eriksson                    | Peter Janum                           |
| Dameneinzel  | Kelly Morgan                  | Karolina Ericsson                  | Carolien Glebbeek                     |
| Dameneinzel  | Kelly Morgan                  | Karolina Ericsson                  | Heidi Dössing                         |
| Herrendoppel | Tony Gunawan Victo Wibowo     | Davis Efraim Halim Haryanto        | Seng Kok Kiong Rudy Wijaya            |
| Herrendoppel | Tony Gunawan Victo Wibowo     | Davis Efraim Halim Haryanto        | David Gilmour Gordon Haldane          |
| Damendoppel  | Eti Tantra Cynthia Tuwankotta | Ella Miles Sara Sankey             | Elinor Middlemiss Sandra Watt         |
| Damendoppel  | Eti Tantra Cynthia Tuwankotta | Ella Miles Sara Sankey             | Rebecca Pantaney Karen Peatfield      |
| Mixed        | Peter Jeffrey Sarah Hardaker  | Kenny Middlemiss Elinor Middlemiss | Norbert van Barneveld Lotte Jonathans |
| Mixed        | Peter Jeffrey Sarah Hardaker  | Kenny Middlemiss Elinor Middlemiss | Michael Lamp Rikke Broen              |

## Finalresultate
| Disziplin    | Sieger                        | Finalist                           | Ergebnis          |
| ------------ | ----------------------------- | ---------------------------------- | ----------------- |
| Herreneinzel | Chris Bruil                   | Daniel Eriksson                    | 17-14, 15-7       |
| Dameneinzel  | Kelly Morgan                  | Karolina Ericsson                  | 12-9, 11-3        |
| Herrendoppel | Tony Gunawan Victo Wibowo     | Davis Efraim Halim Haryanto        | 15-10, 15-8       |
| Damendoppel  | Cynthia Tuwankotta Eti Tantra | Ella Miles Sara Sankey             | 14-17, 15-3, 15-7 |
| Mixed        | Peter Jeffrey Sarah Hardaker  | Kenny Middlemiss Elinor Middlemiss | 15-8, 15-11       |